# Super Mario 3D All-Stars
Super Mario 3D All-Stars, conhecido no Japão como Super Mario 3D Collection (スーパーマリオ３Ｄコレクション, Sūpā Mario 3D Korekushon), é uma compilação de jogos de plataforma 3D desenvolvido pela Nintendo para o console Nintendo Switch. O jogo comemora o 35º aniversário da franquia Super Mario apresentando relançamentos em alto definição de Super Mario 64 (1996), Super Mario Sushine (2002) e Super Mario Galaxy (2007). 
A coletânea foi lançada em 18 de setembro de 2020 como uma edição comemorativa para a franquia e ficou à venda até 31 de março de 2021. Após essa data foi descontinuada e removida da Nintendo eShop. O título recebeu avaliações positivas que elogiaram sua qualidade técnicas e controles mas foi criticada pela sua falta de conteúdo adicional, lançamento por tempo limitado e a ausência do título Super Mario Galaxy 2 (2010). Em dezembro de 2020, o jogo tinha vendido 8 milhões de unidades em todo o mundo.

## Jogos
Os jogos compilados são rodados em emuladores originais feitos pela Nintendo e incluem várias melhorias gráficas e de interface. Eles também incluem as trilhas sonoras originais dos jogos, um total de 175 faixas que podem ser executadas mesmo com a tela do console desligada. Eles suportam controles Joy-Con com função Vibração HD e são exibidos em resoluções mais altas. Tanto Sunshine quanto Galaxy são exibidos em resolução 1080p no modo TV e 720p no modo portátil, enquanto 64 é exibido em 720p em ambos os modos em uma proporção 4:3. Uma atualização lançada em novembro de 2020 adicionou opções de câmera para todos os três jogos e opções de controle para F.L.U.D.D. em Sunshine.

### Super Mario 64
Super Mario 3D All-Stars usa a versão de Super Mario 64 lançada em 1997 apenas no Japão, apelidada de "Shindō", que incorpora vozes internacionais e corrige muitos bugs. A vibração está integrada.

### Super Mario Sunshine
O jogo Super Mario Sunshine é jogado agora em 16:9.

### Super Mario Galaxy
O jogo Super Mario Galaxy é jogado agora com tela sensível ao toque.